# Lastebasse
Lastebasse är en ort och kommun i provinsen Vicenza i regionen Veneto i Italien. Kommunen hade 193 invånare (2018).